# Sallent
Sallent este un oraș în Spania în comunitatea Catalonia în provincia Barcelona. În 2005 avea o populație de 7.088 locuitori. Este situat in valea râului Llobregat, la 25 km de Berga și 35 km de Manresa.

## Personalități născute aici
- Pere Vallribera (1903 - 1990), muzician.